# Odlazeća grupa
U hemiji, odlazeća grupa je molekulski fragment koji se odvaja sa parom elektrona pri heterolitičkom raskidanju veze. Odlazeće grupe mogu da budu anjonski ili neutralni molekuli, ali je u svakom slučaju od ključnog značaja da odlazeća grupa ima sposobnost stabilizacije dodatne elektronske gustine koja proizilazi iz heterolize veze. Uobičajene anjonske odlažeće grupe su halidi kao što je Cl−, Br−, i I−, i sulfonatni esteri kao što su tozilat (TsO−). Fluorid (F−) funkcioniše kao odlazeća grupa u nervnom agensu sarinskom gasu. Uobičajene neutralne molekulske odlazeće grupe su voda i amonijak.

## Sposobnost odlazeće grupe
Fizička manifestacija sposobnosti odlazeće grupe je brzina kojom se reakcija odvija. Dobre odlazeće grupe proizvode brze reakcije. Iz teorije prelaznog stanja sledi da reakcije u kojima učestvuju dobre odlazeće grupe imaju niske barijere aktivacije što dovodi do relativno stabilnih prelaznih stanja.
Korisno je da razmotri koncept sposobnosti odlazeće grupe u slučaju prvog koraka SN1/E1 reakcije sa anjonskom odlazećom grupom (jonizacijom), dok se ima u vidu da se ovaj koncept može generalizovati na sve reakcije u kojima učestvuju odlazeće grupe. Pošto odlazeća grupa nosi negativnije naelektrisanje u prelaznom stanju (i produktima) nego u početnom materijalu, dobra odlazeća grupa mora da ima sposobnost stabilizacije tog negativnog naboja, i.e. formiranja stablnih anjona. Dobra mera stabilnosti anjona je pKa anjonske konjugovane kiseline, i sposobnost odlazeće grupe zaista generalno sledi taj trend, gde su niže pKaH vrednosti asocirane sa manjom sposobnošću odlazeće grupe.
Korelacija između pKaH i sposobnosti odlazeće grupe, međutim, nije perfektna. Sposobnost odlazeće grupe predstavlja razliku u energiji između početnih materijala i prelaznog stanja (ΔG‡), i razlike u sposobnostima odlazećih grupa se odražavaju u promenama tog kvantiteta (ΔΔG‡). Kvantitet pKaH, međutim, predstavlja razlike u energiji između početnih materijala i produkata (ΔG) sa razlikama u kiselosti odraženim u promenama tog kvantiteta (ΔΔG). Isto tako, u tim slučajevima su početni materijali različiti. U slučaju pKa, odlazeća grupa je vezana za proton u početnom materijalu, dok u slučaju sposobnosti odlazeće grupe, odlazeća grupa je obično vezana za ugljenik. Relacija pKaH vrednosti i sposobnosti odlazeće grupe mora se razmatrati imajući ove važne aspekte u vidu. Uprkos tome, uglavnom postoji korelacija između trendova. Konzistentno sa tom slikom, jake baze kao što su OH−, OR− i NR2− su uglavnom slabe odlazeće grupe, usled njihove nesposobnosti da stabilizuju negativni naboj.
| Odlazeće grupe približno poređane po opadajućoj sposobnosti odvajanja | Odlazeće grupe približno poređane po opadajućoj sposobnosti odvajanja |
| --------------------------------------------------------------------- | --------------------------------------------------------------------- |
| R-N2+                                                                 | diazot                                                                |
| R-OR'2+                                                               | dialkil etar                                                          |
| R-OSO2RF                                                              | perfluoroalkilsulfonati (e.g. triflat)                                |
| R-OTs, R-OMs, etc.                                                    | tozilati, mezilati, i slično                                          |
| R-I                                                                   | jodid                                                                 |
| R-Br                                                                  | bromid                                                                |
| R-OH2+, R-OHR'2                                                       | voda, alkoholi                                                        |
| R-Cl                                                                  | hlorid                                                                |
| R-ONO2, R-OPO(OH)2                                                    | nitrat, fosfat, i drugi neorganski estri                              |
| R-SR'2+                                                               | tioetar                                                               |
| R-NR'3+, R-NH3                                                        | amini, amonijak                                                       |
| R-F                                                                   | fluorid                                                               |
| R-OCOR                                                                | karboksilat                                                           |
| R-OAr                                                                 | fenoksid                                                              |
| R-OH, R-OR                                                            | hidroksid, alkoksidi                                                  |
| R-NR2                                                                 | amidi                                                                 |

Izuzetno je retko za grupe kao što je H− (hidridi) i R3C− (alkil anjoni, R=alkil ili H) da odu sa parom elektrona zbog nestabilnosti tih baza.